# Moor-Klimawirt
Moor-Klimawirte sind Landwirte, die Klimaschutzleistungen bei der Bewirtschaftung von Moorböden erbringen. Es handelt sich hierbei um ein berufliches Leitbild, das vom Deutschen Verband für Landschaftspflege (DVL) e.V. und der Arbeitsgemeinschaft Schwäbisches Donaumoos e.V. gemeinsam mit Landwirten erarbeitet wurde, um die Sichtweise zu verbreiten, Moor-Klimaschutz als landwirtschaftlichen Betriebszweig anzusehen.

## Inhalt
Das berufliche Leitbild umfasst folgende Kernaspekte:
- Moor-Klimawirte "produzieren" Klimaschutz, indem sie auf die Entwässerung von Mooren verzichten und diese stattdessen nass, d. h. bei einem Wasserstand von 45 cm bis 0 cm unter Flur bewirtschaften.
- Moor-Klimawirte erwirtschaften mit der Erbringung dieser gesellschaftlichen Leistung ein angemessenes Einkommen.
- Moor-Klimaschutz ist in der Aus- und Fortbildung von Landwirten verankert. Praktizierende Moor-Klimawirte werden durch weitreichende Beratungsangebote unterstützt.[1]

## Hintergrund
Moore sind der größte terrestrische Kohlenstoffspeicher. Werden Moore für die land- oder forstwirtschaftliche Nutzung entwässert, wird der in ihnen enthaltene Torf durchlüftet und in der Folge mikrobiell zersetzt. Dies verursacht hohe Treibhausgasemissionen. In Deutschland sind über 97,5 % der Moorböden entwässert.  Dadurch verursachen sie 41 % aller landwirtschaftlichen Treibhausgasemissionen, obwohl sie nur 6,7 % der landwirtschaftlichen Nutzfläche ausmachen.
Durch das Wiederanheben des Wasserstands kann die Zersetzung von Torf und die damit verbundenen Treibhausgasemissionen vermindert werden. Gleichzeitig wird damit eine Anpassung der landwirtschaftlichen Nutzung an nasse Bedingungen erforderlich. Die produktive Nutzung nasser Moorböden nennt sich Paludikultur.

## Ziele
Erfolgreicher Moor-Klimaschutz hängt von der Bereitschaft und Motivation von Landwirten ab, ihre Bewirtschaftungsweise an hohe Wasserstände anzupassen. Durch das berufliche Leitbild von Moor-Klimawirten soll das vorherrschende Selbstverständnis der Landwirtschaft, (Nahrungsmittel-)Produzentin zu sein, auf das Betreiben von Klimaschutz ausgeweitet werden. Als übergeordnetes Ziel wird dabei die freiwillige Erhöhung des Anteils nass bewirtschafteter Moorböden in Deutschland verfolgt.